# スタリ・グラード (ボスニア・ヘルツェゴビナ)
スタリ・グラード（ボスニア語:Stari Grad、クロアチア語:Stari Grad、セルビア語:Стари Град）は、ボスニア・ヘルツェゴビナの基礎自治体。ボスニア・ヘルツェゴビナを構成するボスニア・ヘルツェゴビナ連邦のサラエヴォ県にあり、サラエヴォの一部を構成している。その中心部はバシュチャルシヤと呼ばれ、15世紀にオスマン帝国によって作られた歴史的な交易地区である。

## 特徴
スタリ・グラード基礎自治体は、その宗教的多様性やボスニア建築を特徴としている。スタリ・グラードの東半分は、オスマン帝国の影響を受けた区画であり、西半分はオーストリア・ハンガリー帝国の建築や文化が見られる。このことから、スタリ・グラードはサラエヴォが東西の帝国の接点であったことを象徴的に示している。
スタリ・グラードの人口はおおむね5万人程度と見られ、サラエヴォを構成する4つの基礎自治体の中で最も人口が少ない。その人口密度は742.5人/km²となり、これも4自治体の中で最も少ない。スタリ・グラードには多くのホテルや観光の見所が集中しており、ガジ・フスレヴ＝ベグ・モスク、ツァール・モスクや、カトリック教会のイエスの聖心大聖堂などがある。

## 人口動態

### 1971年
合計：126,598人
- ムスリム人 - 74,354人（58.73%）
- セルビア人 - 27,658人（21.84%）
- クロアチア人 - 12,903人（10.19%）
- ユーゴスラビア人 - 5,944人（4.69%）
- その他 - 5,739人（4.55%）

### 1991年
合計：50,744人
- ムスリム人 / ボシュニャク人 - 39,410人（77.66%）
- セルビア人 - 5,150人（10.14%）
- クロアチア人 - 1,126人（2.21%）
- ユーゴスラビア人 - 3,374人（6.64%）
- その他 - 1,684人（3.35%）

### 2005年
2005年の時点で、総人口の97%はボシュニャク人とみられる。

## 逸話
オーストリア＝ハンガリー帝国がサラエヴォを含むボスニア・ヘルツェゴビナを支配していた時代の1914年、帝国はサラエヴォの旧市街に市役所と図書館のための土地を求めた。その予定地には家があり、その所有者に売却を求めたものの、所有者はそれを拒み、その後も立ち退きを求められても拒否し続けた。帝国当局が所有者を脅迫するに至り、ようやくその所有者はその土地を立ち退き、当局への遺恨の意思を示すため、家を解体して一片一片移動させ、ミリャツカ川の対岸に家を再建した。この家は、「遺恨の家」を意味する"Inat Kuca"の名でレストランとして営業されている。